# Schloss Arensburg

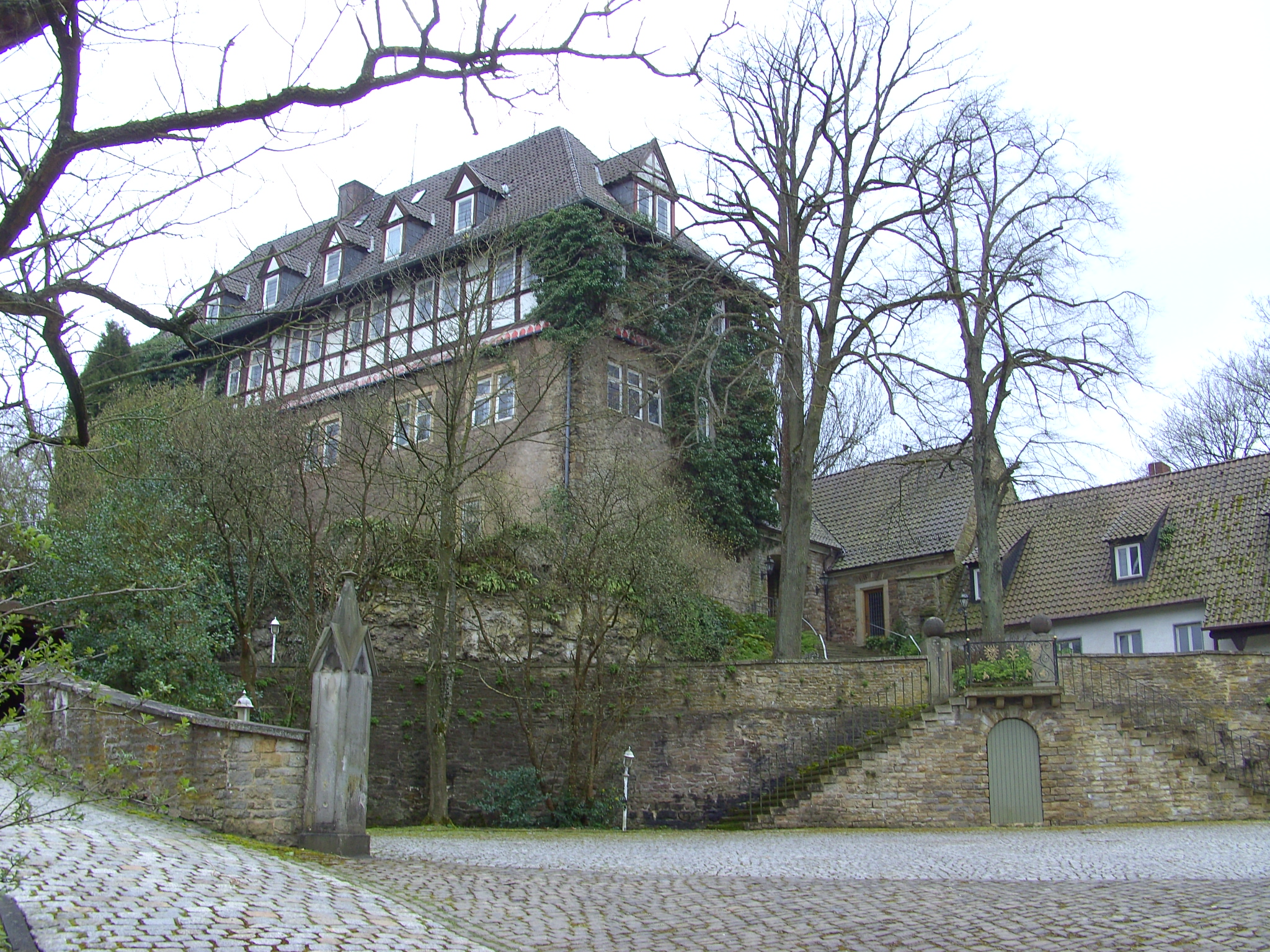
Schlosshof und Treppenaufgang (2008)

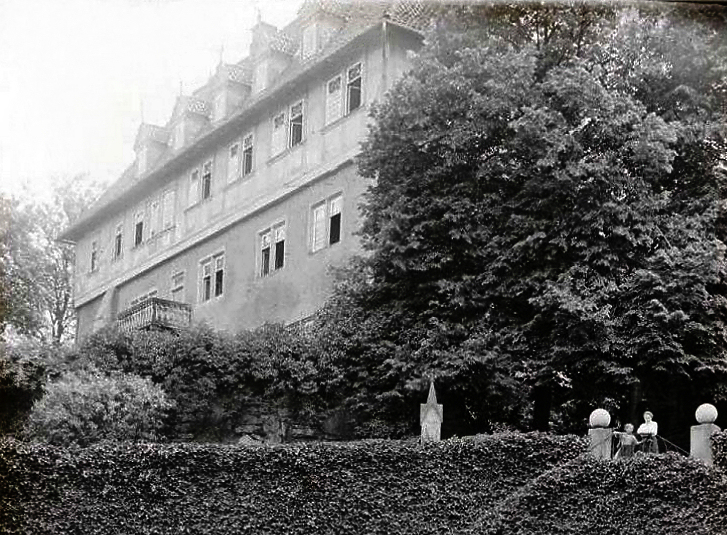
Ansicht um 1910

Schloss Arensburg ist ein Schloss im Stadtteil Steinbergen der Stadt Rinteln in Niedersachsen.

## Beschreibung
Der mittelalterliche Bau besteht aus einem dreistöckigen Palas mit zweigeschossigem Fachwerkaufbau und polygonalem Treppenturm. Zu den verschiedenen Nebengebäuden zählt ein Fachwerkgebäude, auch „Zehntscheune“ genannt, das sich nördlich des Hauptgebäudes befindet. Dies ist heute der älteste Teil. Der 14 Hektar große Park steht unter Naturschutz.

## Geschichte

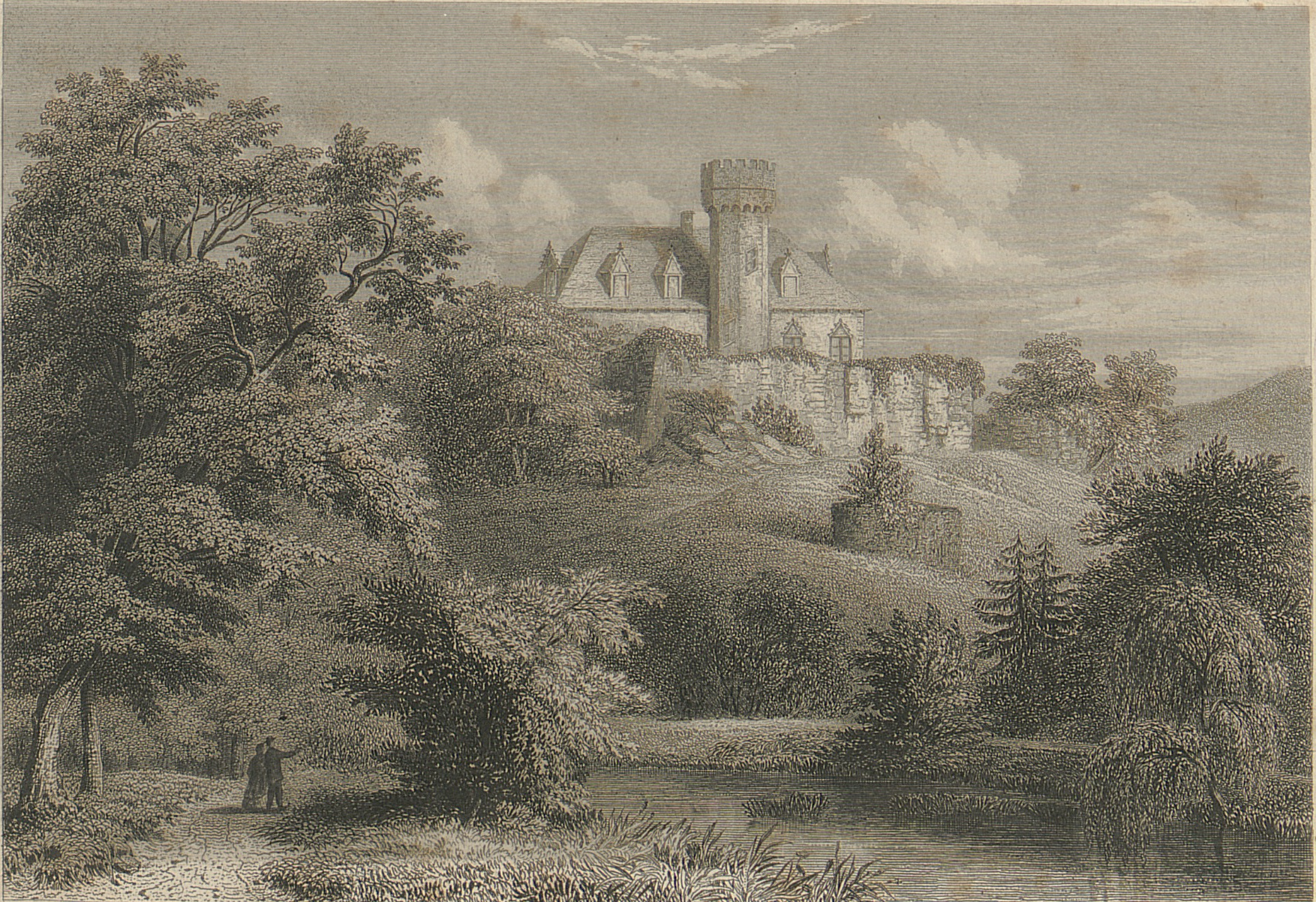
Schloss Arensburg um 1841

Die Arensburg ist vermutlich um 1300 vom Schaumburger Grafen Adolf VI. auf einer steilen Bergkuppe mit Felsuntergrund errichtet worden. Eine erste urkundliche Nennung erfolgte 1385. Es wird angenommen, dass es schon in der Zeit um 1100 eine Vorgängeranlage als Wartturm oder Kontrollposten gab. Diese Annahme konnten baubegleitende Ausgrabungen in den Jahren 1951 und 1964 nicht erhärten. Die Untersuchungen deuteten auf den Beginn als kleine Turmburg mit Spitzgraben. Der Turm hatte ein Mauerstärke von einem Meter. Der 3 Meter breite Graben war bis zu 2,5 Meter in den felsigen Untergrund getrieben. Im 14. Jahrhundert wurde der Turm durch eine Ringmauerburg von 27 × 28 Meter Größe ersetzt. Daran waren im Inneren Bauwerke angesetzt, wie ein turmartiges Steinwerk, ein weiteres Bauwerk und ein Fachwerkaufbau.
Der Name der Burg legt eine Verbindung mit den Herren von Arnhem nahe, für die es aber in der historischen Überlieferung keine Indizien gibt. Sie sollte die Verbindung zwischen den Besitztümern der Grafen zu Holstein-Schaumburg nördlich wie südlich des Wesergebirges sichern, da hier die Heer- und Handelsstraße über den Steinberger Pass verlief. Sie führte durch das bis zu 320 Meter hohe Wesergebirge, das den Bukkigau und den Tilithigau voneinander trennte.
Der Umbau von der Burg zum Schloss fand um das Jahr 1560 statt und umfasste den Anbau von Trakten, Ställen und eines mittelalterlichen Innenhofes. Gegen Ende des 16. Jahrhunderts zog Hermann, Bischof von Minden, nach Aufgabe und Verlust seines Bistums 1582 zurück nach Schaumburg zu seinem Bruder Adolf XI. und bewohnte die Arensburg als Herrensitz bis zu seinem Tod im Jahr 1592. In dieser Zeit entstanden das Hauptgebäude mit Palas und Treppenturm sowie der heute älteste Teil, der Fachwerkaufbau mit Walmdach. 1646 fiel die Arensburg an Schaumburg-Lippe.

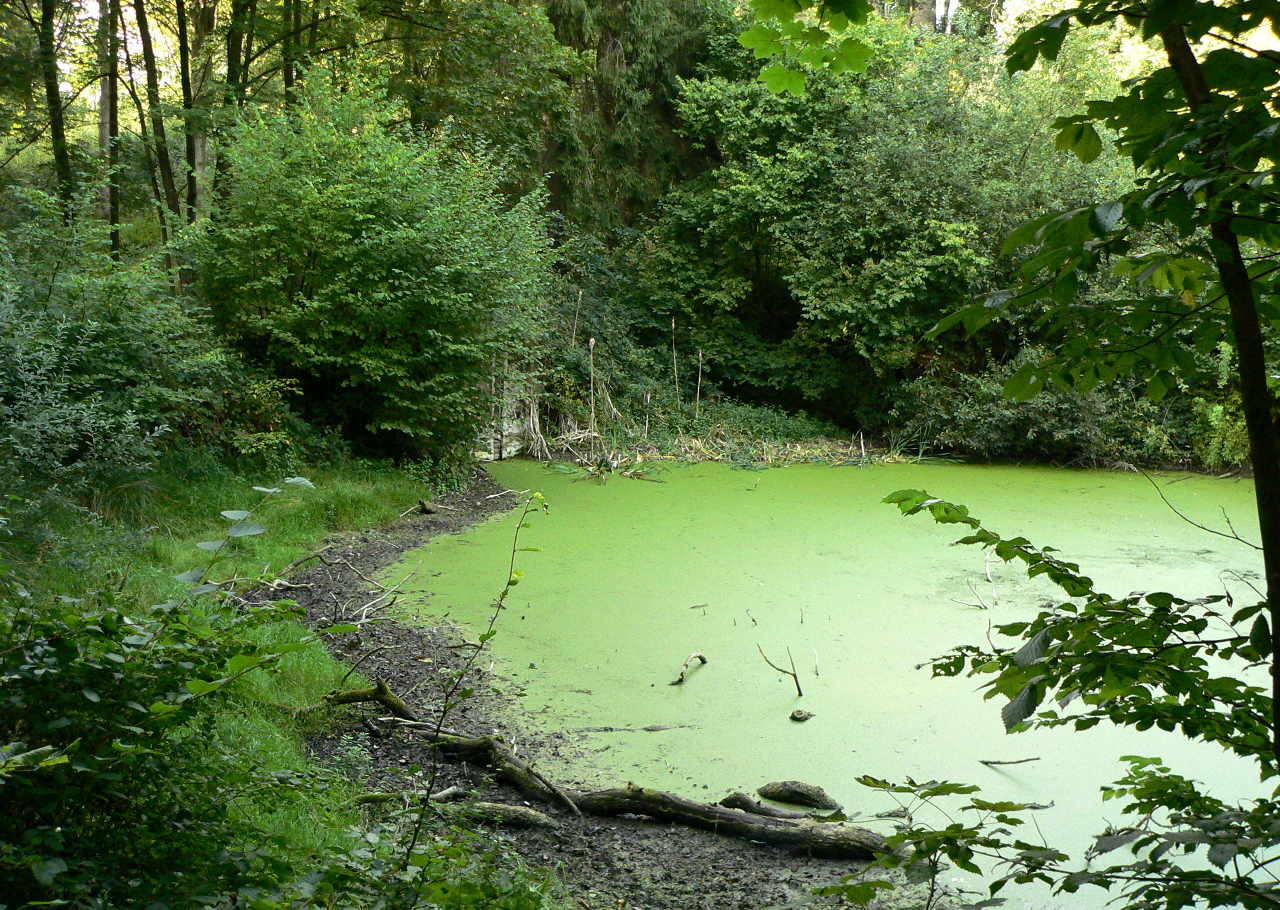
Einer der neun sogenannten Hexenteiche

Unterhalb des Burghügels befinden sich neun Teiche, die als Hexenteiche bezeichnet werden. Die Namensgebung ist darauf zurückzuführen, dass sie zur Zeit der Hexenverfolgungen in der Grafschaft Schaumburg im 16. und 17. Jahrhundert für Wasserproben benutzt wurden, um Beschuldigte der Hexerei zu überführen. Laut dem Obernkirchener Kirchenbuch wurden am 11. November 1659 nahe der Burg 20 Personen als Hexen verbrannt. Es handelte sich um Jungen und Mädchen, die bei den Luhdener Klippen Hexentänze aufgeführt haben sollen.
Bis 1816 versank die Arensburg in einer Art Dornröschenschlaf. Das Hauptgebäude wurde zeitweise als Lager für Getreide und andere Güter genutzt, ehe Fürst Georg Wilhelm zu Schaumburg-Lippe Ida zu Waldeck-Pyrmont ehelichte und das Schloss Arensburg zu einem Feriendomizil um- und ausbauen ließ. Die Vorzüge der Nähe zu Bückeburg und dem Kurbad Eilsen sowie die reizvolle landschaftliche Umgebung passten gut in das damalige Konzept eines Ferienanwesens im Stil der Romantik. Der Turm wurde erhöht, das Dach wiederhergestellt, moderne Deckenmalereien im Stil der Neugotik aufgebracht.

### 20. Jahrhundert

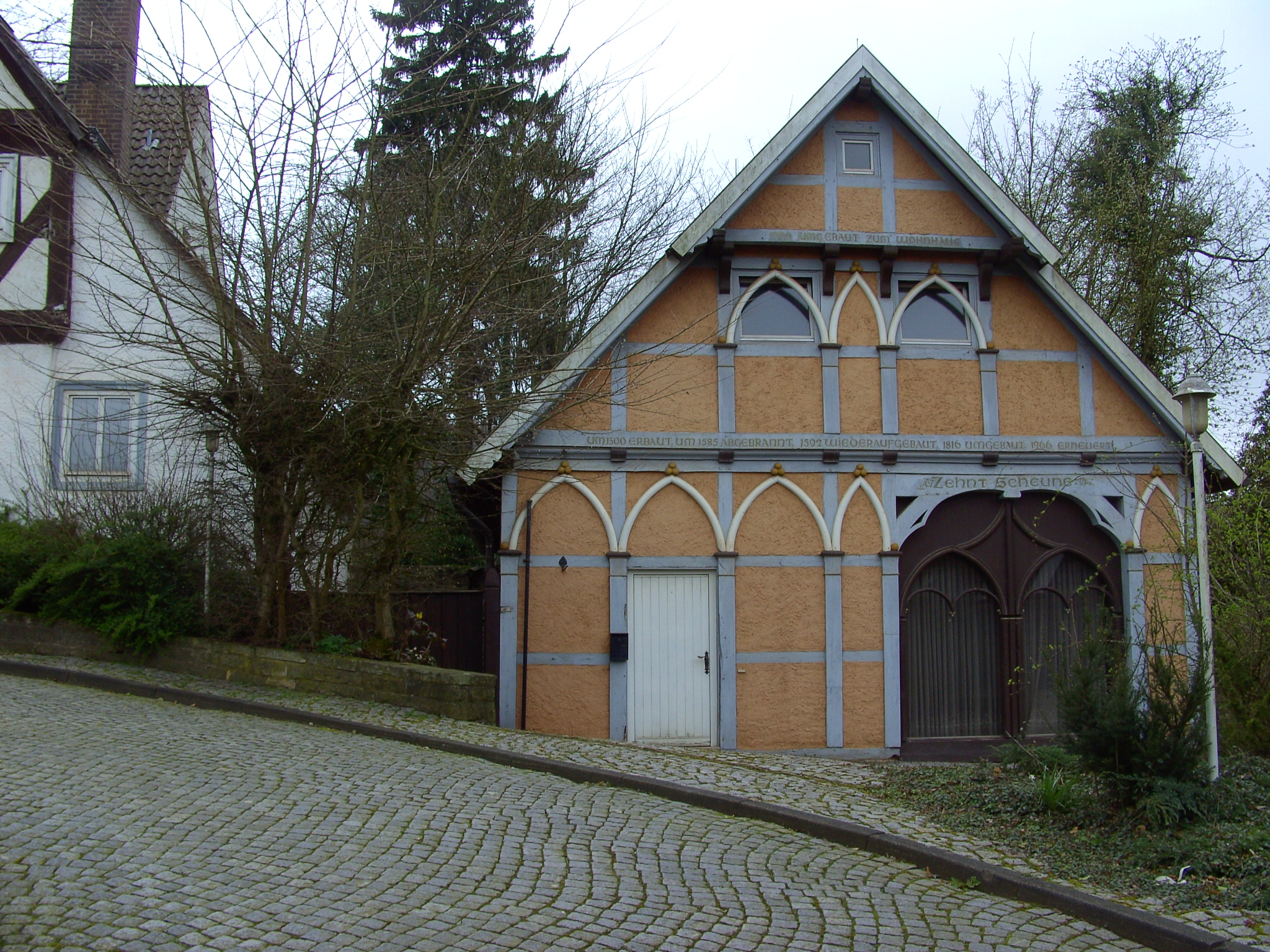
Arensburger Zehntscheune

Neben dem Schloss befand sich lange Zeit ein Marstall. Auf dessen Grundmauern wurden modernere Gebäude errichtet. Mit dem Bau der Reichsautobahn, in diesem Bereich die spätere Bundesautobahn 2, gehörte die Arensburg ab 1940 der Reichsautobahnverwaltung. Diese plante, die Arensburg als Autobahnraststätte mit eigener Autobahnausfahrt auszubauen und zu nutzen, was während des Krieges unterblieb.
Von 1943 bis April 1945 war die Arensburg als „Arbeitserziehungslager Lahde“ ein Außenkommando des kleinen Konzentrationslagers in Lahde an der Weser. Dessen internationale Häftlinge waren in der Zehntscheune als Massenquartier untergebracht und hatten schwerste Zwangsarbeit im nahen Steinbruch gegenüber zu leisten, in dem später der Freizeitpark Steinzeichen eingerichtet wurde.
Erst in den frühen 1950er Jahren wurden die Planungen zu einer Autobahnraststätte wieder aufgegriffen. 1951 wurde die Arensburg als Raststätte in Betrieb genommen. Umbauten im Gebäudeinneren sowie eine Terrasse für die Außengastronomie machten die Anlage für Reisende attraktiv. Anfang der 1980er Jahre wurde der Raststättenbetrieb eingestellt, da das Schloss nicht mehr den Anforderungen an eine Raststätte entsprach. Die damalige Eigentümerin, die Gesellschaft für Nebenbetriebe der Bundesautobahnen mbH, schätzte den Sanierungsbedarf auf etwa 14 Millionen DM. Daraufhin veräußert das Bundesvermögensamt das Schloss 1983 an einen Wirtschaftsberater.
1989 kam das Schloss in den Besitz eines weiteren Vermögensverwaltungs-Unternehmens, das das Schloss mit seinen 85 Zimmern in den 1990er Jahren für mehrere Millionen DM renovieren und zu einem Büro- und Verwaltungsgebäude umbauen ließ. Es wurde dabei modernisiert und unter anderem mit einem Fahrstuhl ausgestattet.

### Verfall
Nach der Insolvenz des Vermögensverwaltungs-Unternehmens im Jahr 2004 stand die Arensburg leer und verwahrloste zunehmend. Im Laufe des Leerstands kam es zu einem erheblichen Wasserschaden im Schlossgebäude. In der Folge gab es weitere Besitzerwechsel, unter anderem an einen Erfinder und an eine Geschäftsfrau. Der Kaufpreis für die Anlage soll sich von anfangs rund 4 Millionen Euro auf knapp 200.000 Euro verringert haben. Die Sanierungskosten, um das Schloss bewohnbar und nutzbar zu machen, wurden 2015 auf rund zwei Millionen Euro geschätzt. Im Dezember 2015 wurde die Arensburg von dem Unternehmen German Property Group unter der Bezeichnung Dolphin Trust aus Langenhagen ersteigert, das das historische Gebäude modernisieren und einer neuen Nutzung zuführen wollte. Das Unternehmen gab die vorgesehene Art der Nachnutzung für die Arensburg nicht bekannt. 2020 wurde es insolvent, so dass die weitere Zukunft der Schlossanlage ungewiss ist.
Seitens der Denkmalpflege wurden bei einer Begehung des Schlosses drei gut erhaltene Kirchenfenster entdeckt, die aus dem Stift Obernkirchen stammen könnten. Sie wurden gesichert.
Besichtigungen für die Öffentlichkeit gab es bisher bei einem Besichtigungstermin zum Zwecke des Verkaufs im Jahr 2012  und am Tag des offenen Denkmals 2016.

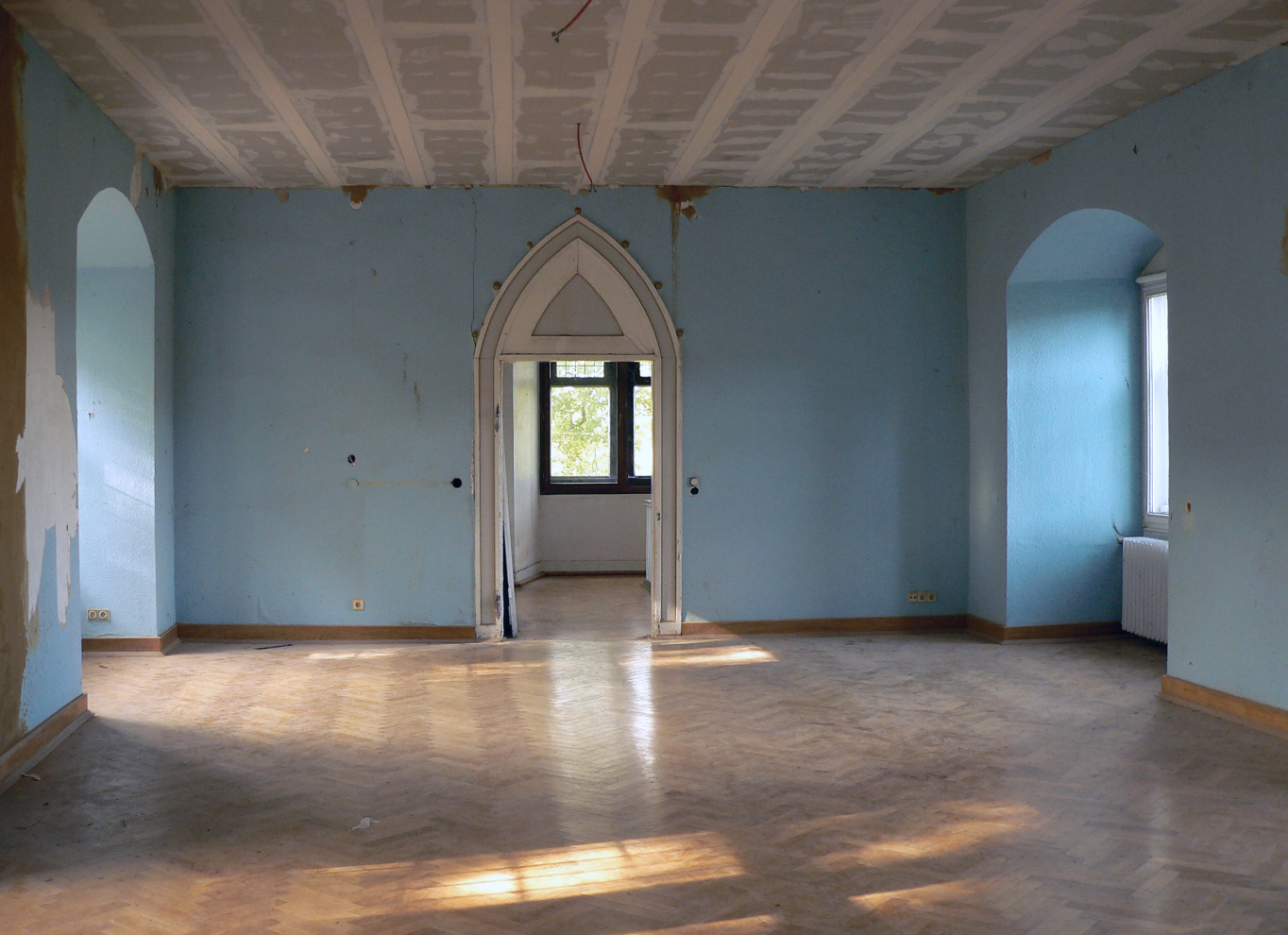
Blauer Saal im Schloss
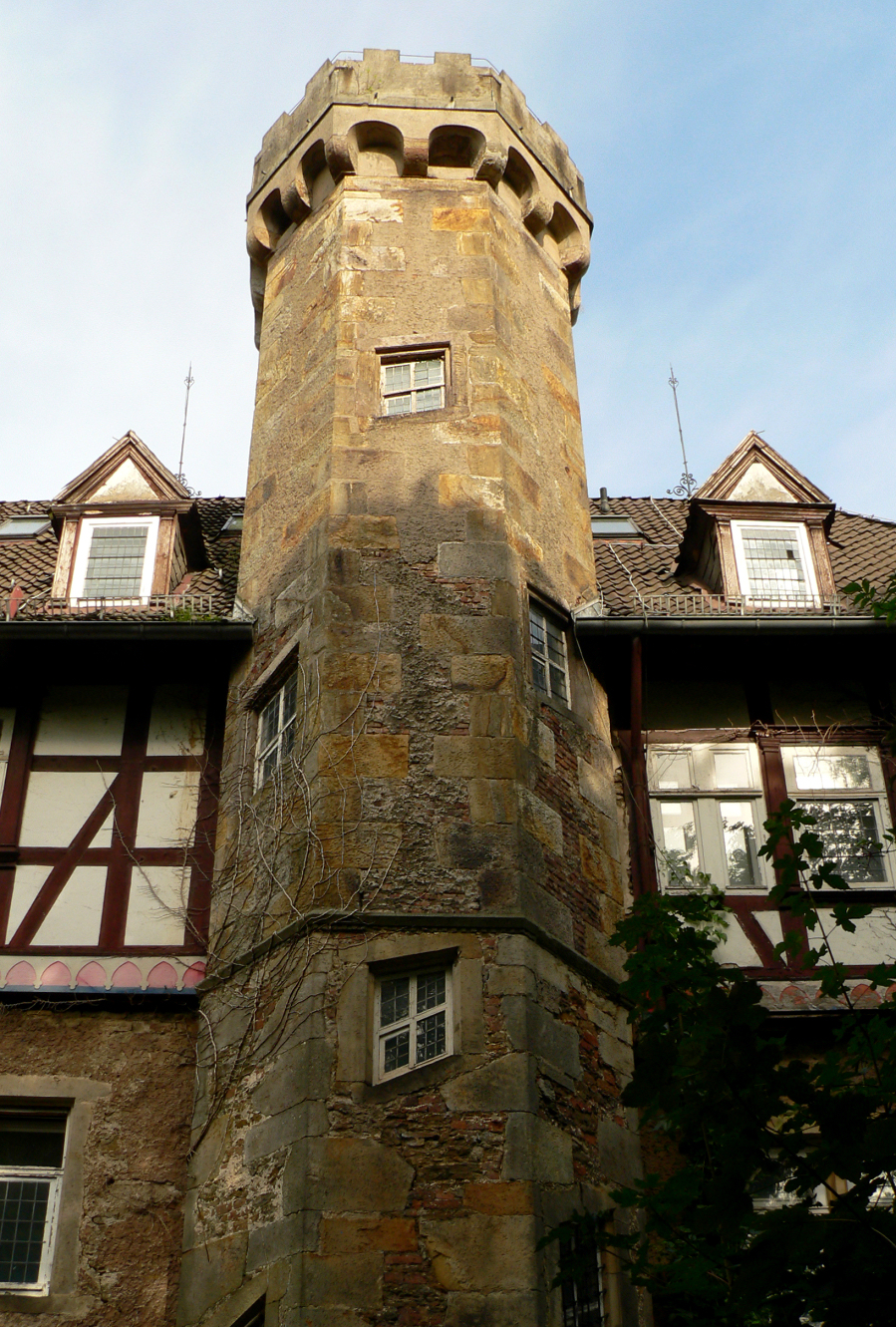
Treppenturm im Innenhof
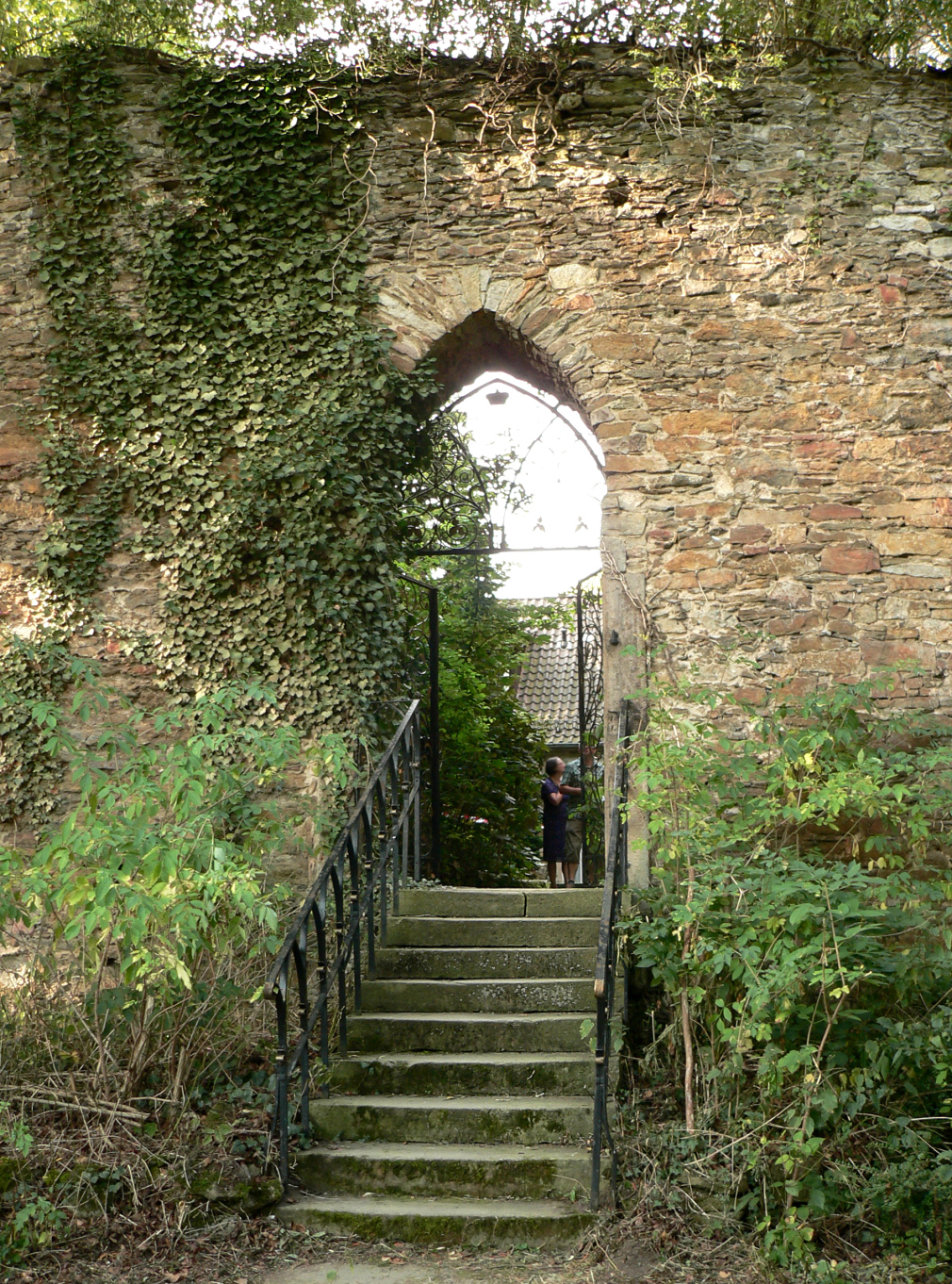
Zugang zum Innenhof
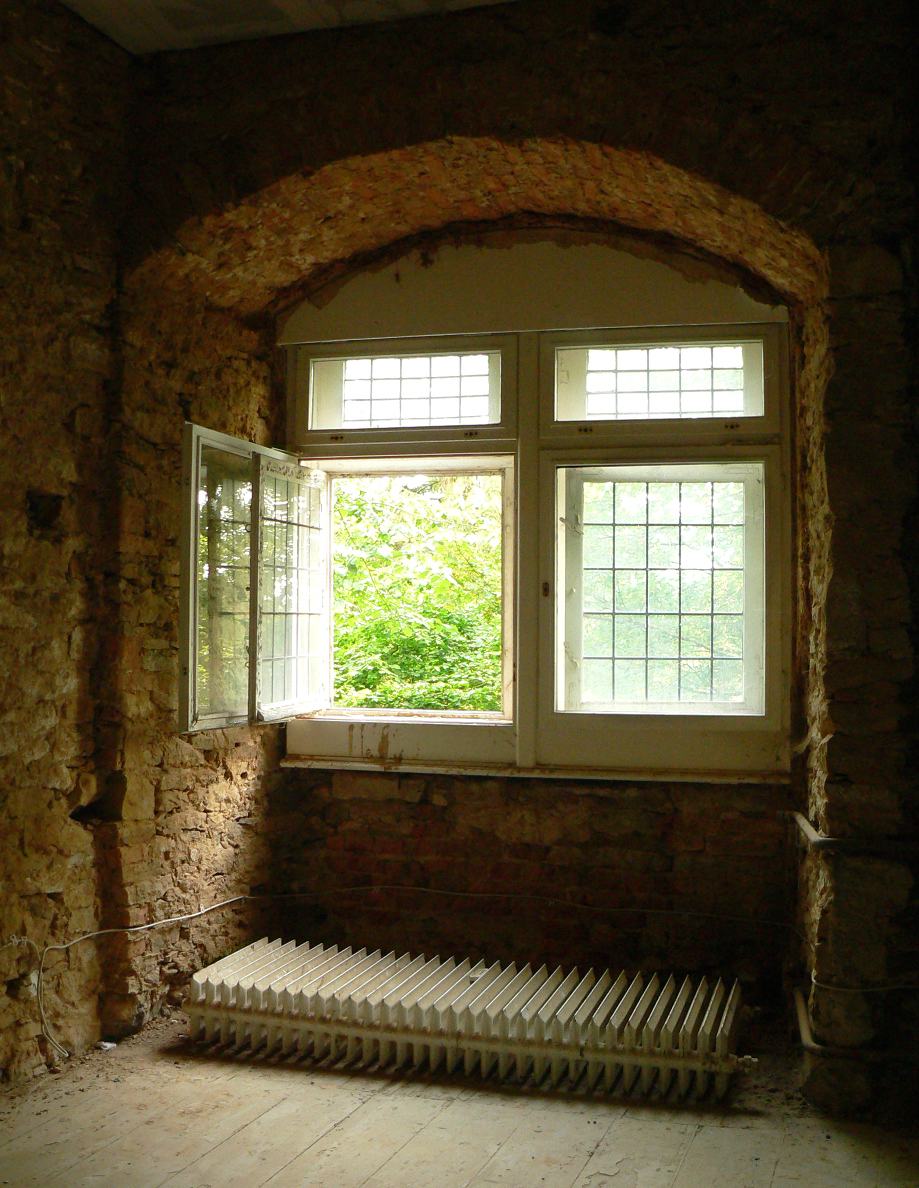
Innenraum im Schloss mit freigelegtem Mauerwerk